# Вольф, Йозеф
Йозеф Вольф (нем. Joseph Wolf) — немецкий художник-анималист.

## Биография
Сын крестьянина, Вольф с детства внимательно наблюдал за природой и учился рисовать её. В 16 лет он отправился в Кобленц, чтобы работать помощником литографа, затем работал во Франкфурте и Дармштадте, сопроводив рисунками книгу Эдуарда Рюппеля «Птицы Северо-Восточной Африки» и ряд работ Иоганна Якоба Каупа. Затем по приглашению Германа Шлегеля Вольф работал в Лейдене, а в 1848 году был приглашён в Лондон для работы в Британском музее, где ассистировал Дэвиду Уильяму Митчелу в работе над иллюстрациями к фундаментальному труду Джорджа Роберта Грея «Виды птиц» (1844—1849). Последующие полвека своей жизни Вольф провёл в Англии, сотрудничая, прежде всего, с таким выдающимся орнитологом своего времени, как Джон Гульд.

## Произведения
- Мадагаскарская кряква
- Мадагаскарская руконожка
- Месопотамский воробей
- Бегемот